# Mikołaj Lubieniecki
Mikołaj Lubieniecki herbu Rola (zm. w 1657 roku) – rotmistrz królewski, członek wspólnoty braci polskich.
Poseł województwa lubelskiego na sejm zwyczajny 1652 roku.